# Vodohospodářské sdružení obcí západních Čech
Vodohospodářské sdružení obcí západních Čech je dobrovolný svazek měst a obcí a 2 DSO v okresu Domažlice, okresu Cheb, okresu Chomutov, okresu Karlovy Vary, okresu Plzeň-sever, okresu Rakovník, okresu Sokolov a okresu Tachov, jeho sídlem jsou Karlovy Vary a jeho cílem je jednotná správa a řízení obecních vodovodů a kanalizací a dalších společných částí z majetku obcí, které slouží výrobě a rozvodu vody, k odvodu a likvidaci odpadních vod na principu investiční a cenové solidarity členů svazku. Sdružuje celkem 98 obcí a dva dobrovolné svazky obcí a byl založen v roce 1993.

## Obce sdružené v mikroregionu
- Andělská Hora
- Bečov nad Teplou
- Bezdružice
- Bochov
- Bor
- Božičany
- Boží Dar
- Březová
- Bublava
- Cebiv
- Ctiboř
- Částkov
- Čichalov
- Dalovice
- Děpoltovice
- Erpužice
- Hájek
- Halže
- Horní Blatná
- Horní Slavkov
- Hory
- Hroznětín
- Chodov
- Chodová Planá
- Chodský Újezd
- Chyše
- Jáchymov
- Jenišov
- Karlovy Vary
- Kladruby
- Kokašice
- Kolová
- Kovářská
- Konstantinovy Lázně
- Krásné Údolí
- Krásný Les
- Lestkov
- Loučná pod Klínovcem
- Kryštofovy Hamry
- Kyselka
- Lišany
- Merklín
- Měděnec
- Milíře
- Mírová
- Nová Role
- Nová Ves
- Nové Hamry
- Obora
- Ostrov
- Ostrov u Bezdružic
- Ošelín
- Otročín
- Otovice
- Pernink
- Pila (okres Karlovy Vary)
- Prameny
- Přimda
- Pšov
- Rozvadov
- Sadov
- Stanovice
- Staré Sedlo
- Staré Sedliště
- Studánka
- Stráž
- Stráž nad Ohří
- Stružná
- Stříbro
- Svojšín
- Štědrá
- Tachov
- Tatrovice
- Teplá
- Teplička
- Tisová
- Toužim
- Útvina
- Velichov
- Vejprty
- Verušičky
- Vojkovice
- Vrbice
- Zadní Chodov
- Zhoř
- Žlutice
- Mezholezy

### Dobrovolné svazky obcí
- Svazek obcí Vejprtska
- Vodárenské sdružení obcí Halže